# Henoe
Henoe was een hoge ambtenaar die circa 2050 v.Chr. in Midden-Egypte leefde. 
Een aantal archeologen van de Katholieke Universiteit Leuven in Leuven, onder leiding van professor Harco Willems, ontdekte bij opgravingen in Dayr al-Barsha in mei 2007 zijn volledig intacte graf. 
De 4000 jaar oude grafkelder bevatte een doodskist met de mummie van de overledene, de ambtenaar Henoe. Op en rond de doodskist versierd met hiërogliefen bevonden zich verschillende offerformules voor de goden Anubis en Osiris.